# Tammy Cleland
Tammy P. Cleland-McGregor (ur. 26 października 1975 w Sanford) – amerykańska pływaczka synchroniczna, mistrzyni olimpijska z Atlanty i olimpijka z Sydney.
W 1994 otrzymała złoty medal pływackich mistrzostw świata w konkurencji drużyn, rok później zaś w tej samej konkurencji została złotą medalistką igrzysk panamerykańskich. W 1996 uczestniczyła w igrzyskach olimpijskich w Atlancie, gdzie udało się zdobyć razem z innymi koleżankami z kadry złoty medal (Amerykanki uzyskały ostatecznie rezultat 99,720 pkt). Była także uczestniczką igrzysk olimpijskich w Sydney, amerykańska drużyna z jej udziałem zajęła 5. pozycję z wynikiem 96,104 pkt.